# Mark O'Toole
Mark O'Toole (Lambeth, 22 giugno 1963) è un arcivescovo cattolico inglese, dal 12 settembre 2024 1º arcivescovo metropolita di Cardiff-Menevia.

## Biografia
Mark O'Toole è nato il 22 giugno 1963 a Lambeth, ultimogenito di Marcus e Maura O'Toole.

### Formazione e ministero sacerdotale

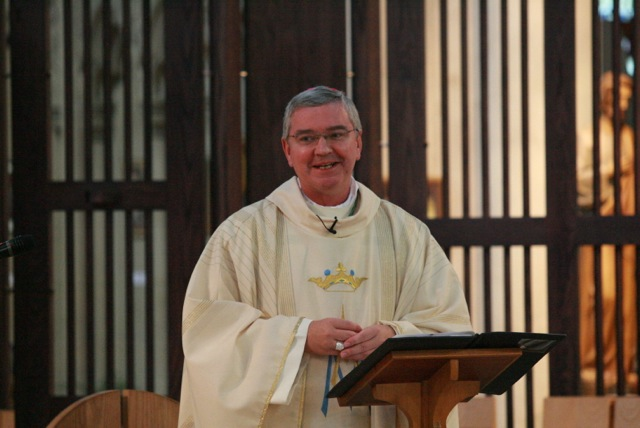

Dopo aver frequentato il seminario e aver conseguito un baccalaureato in geografia presso l'università di Leicester nel 1984 ed uno in teologia presso l'Heythrop College di Londra nel 1989, è stato ordinato sacerdote il 9 giugno 1990 dal cardinale arcivescovo di Westminster George Basil Hume.
Successivamente ha ottenuto la laurea in filosofia alla Campion Hall di Oxford e in teologia all'Université catholique de Louvain.
Dal 2002 al 2008 è stato segretario personale del cardinale Cormac Murphy-O'Connor.
Il 6 aprile 2006 è stato nominato cappellano di Sua Santità.
Dal 2008 al 2013 è stato rettore del seminario Allen Hall di Chelsea.

### Ministero episcopale

Stemma vescovile.

Il 9 novembre 2013 papa Francesco lo ha nominato vescovo di Plymouth; è succeduto a Hugh Christopher Budd, dimessosi per raggiunti limiti di età.
Ha ricevuto l'ordinazione episcopale il 28 gennaio 2014 dalle mani del vescovo emerito di Plymouth Hugh Christopher Budd, co-consacranti l'arcivescovo di Westminster Vincent Gerard Nichols e l'arcivescovo di Southwark Peter David Gregory Smith.
Il 28 settembre 2018 ha compiuto la visita ad limina.
All'interno della Conferenza episcopale d'Inghilterra e Galles presiede il dipartimento per l'evangelizzazione e la catechesi.
È membro del Pontificio consiglio per la promozione della nuova evangelizzazione e del Consiglio internazionale per la catechesi.
Il 27 aprile 2022 papa Francesco lo ha nominato arcivescovo metropolita di Cardiff e vescovo di Menevia, unendo così in persona episcopi le due sedi; è succeduto rispettivamente a George Stack e Thomas Matthew Burns, ritiratisi entrambi per raggiunti limiti di età. Il 20 giugno ha preso possesso dell'arcidiocesi di Cardiff, il 23 giugno della diocesi di Menevia.
Il 12 settembre 2024 papa Francesco, avendo pienamente unito la diocesi di Menevia con l'arcidiocesi di Cardiff, lo ha nominato primo arcivescovo metropolita di Cardiff-Menevia.

## Genealogia episcopale
La genealogia episcopale è:
- Cardinale Scipione Rebiba
- Cardinale Giulio Antonio Santori
- Cardinale Girolamo Bernerio, O.P.
- Arcivescovo Galeazzo Sanvitale
- Cardinale Ludovico Ludovisi
- Cardinale Luigi Caetani
- Cardinale Ulderico Carpegna
- Cardinale Paluzzo Paluzzi Altieri degli Albertoni
- Cardinale Gaspare Carpegna
- Cardinale Fabrizio Paolucci
- Cardinale Francesco Barberini
- Cardinale Annibale Albani
- Cardinale Federico Marcello Lante Montefeltro della Rovere
- Vescovo Charles Walmesley, O.S.B.
- Vescovo William Gibson
- Vescovo John Douglass
- Vescovo William Poynter
- Vescovo Thomas Penswick
- Vescovo John Briggs
- Arcivescovo William Bernard Ullathorne, O.S.B.
- Cardinale Henry Edward Manning
- Cardinale Herbert Alfred Henry Vaughan
- Cardinale Francis Alphonsus Bourne
- Arcivescovo Thomas Leighton Williams
- Cardinale Bernard William Griffin
- Arcivescovo Joseph Masterson
- Arcivescovo Francis Edward Joseph Grimshaw
- Vescovo Cyril Edward Restieaux
- Vescovo Hugh Christopher Budd
- Arcivescovo Mark O'Toole